# Ce soir, rien de nouveau (film, 1942)
Pour les articles homonymes, voir Ce soir, rien de nouveau.
Pour plus de détails, voir Fiche technique et Distribution.
Ce soir, rien de nouveau (Stasera niente di nuovo) est un film dramatique italien réalisé par Mario Mattoli et sorti en 1942. 

## Synopsis
Une jeune fille, Maria, est une prostituée arrêtée dans une descente de police une nuit et emmenée au poste. Elle y rencontre un journaliste de la ville, Cesare Manti, qui reconnaît en elle la personne qui lui a sauvé la vie quelque temps auparavant à Istanbul, avant de disparaître sans que le journaliste n'ait eu la moindre nouvelle de son identité.
Le journaliste tente d'aider Maria à changer de vie, mais en vain. La jeune fille reprend la rue, jusqu'à ce que, atteinte d'une grave maladie, elle cherche Cesare et lui révèle qu'elle a fait croire à ses parents qu'elle était mariée. Le journaliste, ému, épouse la jeune fille et l'emmène chez lui, puis appelle ses parents, alors que Maria est mourante.

## Fiche technique
- Titre français : Ce soir, rien de nouveau ou La Maison du silence ou L'Asile des filles perdues[1]
- Titre italien original : Stasera niente di nuovo[2]
- Réalisateur : Mario Mattoli
- Scénario : Luciano Mattoli, Mario Mattoli, Aldo De Benedetti, Marcello Marchesi
- Photographie : Aldo Tonti
- Montage : Fernando Tropea (en)
- Musique : Ezio Carabella
- Décors : Piero Filippone, Mario Rappini
- Production : Giorgio Adriani, L. Aronne
- Société de production : Consorzio Italfines
- Pays de production :  Royaume d'Italie
- Langues originales : italien
- Format : Noir et blanc - 1,37:1 - Son mono - 35 mm
- Durée : 90 minutes
- Genre : Drame de l'enfance
- Dates de sortie :
  - Royaume d'Italie : 23 décembre 1942
  - France : 17 septembre 1947

## Distribution
- Alida Valli : Maria Bellotti
- Carlo Ninchi : Cesare Manti
- Antonio Gandusio : Dr Moriesi
- Giuditta Rissone : Clelia
- Ninì Gordini Cervi : Matilde
- Tina Lattanzi : directrice de l'institut
- Aldo Rubens : Giorgio
- Cesarina Gheraldi : invitée de l'institut
- Dina Galli : portière
- Armando Migliari : directeur du journal
- Paolo Bonecchi : livreur de journaux
- Marisa Merlini : invitée de l'institut
- Anna Maestri : invitée de l'institut
- Tino Scotti : comédien de variétés
- Angelo Gandolfi : commissaire
- Achille Majeroni (it) : professeur
- Gilda Marchiò : mère de Maria